# Colobostema rotundum
Colobostema rotundum är en tvåvingeart som beskrevs av Cook 1956. Colobostema rotundum ingår i släktet Colobostema och familjen dyngmyggor. Inga underarter finns listade i Catalogue of Life.